# Akcja na Kubie
Akcja na Kubie (ang. Cuba Crossing) – amerykański film sensacyjny z 1980 r. wyreżyserowany przez Chucka Workmana. Wyprodukowany przez Jack White Productions oraz Key West.

## Fabuła
Hudson (Robert Vaughn) to agent pracujący dla CIA, który przed laty uczestniczył w Inwazji w Zatoce Świń. Nie mogąc pogodzić się z demonami przeszłości, postanawia przeprowadzić zamach na kubańskiego dyktatora. W skrupulatnie zaplanowanej akcji pomaga mu lokalny gangster Rossellini (Michael V. Gazzo) oraz Tony (Stuart Whitman) – kapitan kutra rybackiego i najpopularniejszego pubu w miasteczku Key West, zaś cała operacja koordynowana jest przez tajemniczego Pana Bella (Raymond St. Jacques).

## Obsada
- Stuart Whitman
- Robert Vaughn
- Michael V. Gazzo
- Raymond St. Jacques
- Sybil Danning
- Caren Kaye
- Woody Strode

i inni.